# Valašské Meziříčí
Valašské Meziříčí (in tedesco Wallachisch Meseritsch) è una città della Repubblica Ceca situata nella Regione di Zlín, di 27960 abitanti.

## Amministrazione

### Gemellaggi
- Bussum, dal 1990
- Čadca, dal 1998
- Budua, dal 2001
- Čačak, dal 2005
- Sevlievo, dal 2005
- Partizánske, dal 2012